# 23-й егерский полк
23-й егерский полк

## Места дислокации
В 1820 году — Сосница. Второй батальон полка на поселении в Могилевской губернии.

## Формирование полка
22 ноября 1805 года из батальонов, отделённых от 18-го и 19-го егерских полков, был сформирован 23-й егерский полк. 
28 января 1833 года при общей реформе армии батальоны полка были присоединены к Шлиссельбургскому пехотному полку. В 1863 году вторая половина Шлиссельбургского полка пошла на формирование Ивангородского пехотного полка, в котором были сохранены старшинство и знаки отличия 23-го егерского полка.

## Кампании полка
Сразу после своего сформирования полк принял участие в войне 1806—1807 годов против французов в Восточной Пруссии и отличился в сражении при Фридланде. 
Отправленный в конце 1808 года на театр войны со Швецией, полк участвовал 18 февраля 1809 года в занятии города Кристины, 28 февраля — в бою при кирке Леппявирта, а 3 марта в сражении при Куопио. 28 марта 1-й батальон полка принимал участие в разведке полковником Кульневым подступов к Якобштадгу; другой батальон отличился 4 апреля в аръергардном бою при деревнях Юппери, Виирет и Пигайоки, где был разбит шведский отряд Гриппенберга; 6 апреля тот же батальон участвовал в неудачном для русской армии бою при Сикайоки. 26 июня весь полк отличился в деле при Лаппо, 5 августа — при Алаво и 20 августа — в упорном бою при кирке Куортане и, наконец, 7 августа 1809 года полк участвовал в кровопролитном сражении при Севаре. 
Во время Отечественной войны 1812 года 23-й егерский полк находился в составе 5-й пехотной дивизии генерала Берга 1-го пехотного корпуса графа Витгенштейна. 19 июля, в сражении при Клястицах, полк атаковал село Якубово, ворвался в него, но был вытеснен. 6 августа дивизия Берга приняла участие в сражении при Полоцке. Гренадерская рота 2-го батальона состояла в 1-м сводно-гренадерском батальоне, оставшемся при своей дивизии. Запасной батальон находился в гарнизоне Риги.
В кампании 1813 года 23-й егерский полк, в составе той же 5-й пехотной дивизии, отличился 4 октября в сражении под Лейпцигом.

## Знаки отличия полка
Из знаков отличия 23-й егерский полк имел две серебряные трубы с надписью «В воздаяние отличных подвигов и особенно в сражении при Лейпциге», пожалованные 4 марта 1814 г. При расформировании полка обе трубы были переданы в Артиллерийский музей, а Шлиссельбургский полк взамен получил полковое Георгиевское знамя с надписью «За отличие в 1812, 1813 и 1814 годах против французов, особенно при Лейпциге»; также при расформировании батальоны 23-го полка получили знаки на головные уборы для нижних чинов с надписью «За отличие», пожалованные для уравнения в правах с батальонами Шлиссельбургского полка.

## Шефы полка
- 05.03.1806 — 07.11.1807 — полковник Жилко, Фома Александрович
- 07.11.1807 — 19.11.1812 — полковник Фролов, Григорий Николаевич
- 02.04.1814 — 01.06.1815 — полковник Брежинский, Семён Петрович

## Командиры полка
- 21.05.1807 — 27.01.1808 — подполковник (с 12.12.1807 полковник) Лео
- 17.01.1811 — 27.02.1811 — полковник Малеев
- 16.05.1811 — 21.10.1812 — майор (с 18.10.1812 подполковник) Бражников
- 01.06.1815 — 05.08.1821 — полковник Рейц
- 05.08.1821 — 05.03.1824 — подполковник Добровольский 2-й
- 05.03.1824 — ? — подполковник Рейхель